# Vitulazio
 Vitulazio  község (comune) Olaszország Campania régiójában, Caserta megyében.

## Fekvése
A megye központi részén fekszik, Nápolytól 35 km-re északra, Caserta városától 15 km-re északnyugati irányban. Határai: Bellona, Camigliano, Capua, Grazzanise, Pastorano és Pignataro Maggiore.

## Története
Első említése a 10. századból származik. A következő századokban nemesi birtok volt. A 19. században nyerte el önállóságát, amikor a Nápolyi Királyságban felszámolták a feudalizmust.

## Népessége
A népesség számának alakulása:

## Főbb látnivalói
- Santa Maria dell’Agnena-templom
- Palazzo dei conti Capece Galeota
- Palazzo Capace Galeota (egykori királyi vadászkastély)
- Villa Rotondo